# 郑时龄
郑时龄（1941年11月12日—），中国建筑学专家。

## 生平
1941年生于四川成都，原籍广东惠阳。1959年考入同济大学建筑系，1965年毕业分配到第一机械工业部第二设计院建筑科从事建筑设计工作。1978年恢复研究生招考后在同济大学获得硕士学位。1985年赴意大利佛罗伦萨大学建筑学院访学两年, 1989年在美国伊利诺大学香槟校区任乔治·密勒讲座教授。1990年师从建筑史家罗小未教授，1993年在同济大学建筑系获建筑历史与理论专业博士学位。
1998年起担任上海市规划委员会城市空间与环境专业委员会主任，2000年起担任同济大学建筑与城空间研究所所长。2001年当选为中国科学院院士。

## 荣誉
1998年当选为法国建筑科学院院士；2001年当选为中国科学院院士；2002年当选为美国建筑师协会荣誉会士；2007年获得意大利罗马大学名誉博士学位。

### 外国勋章奖章
- 意大利团结之星指挥官勋章（義大利語：Ordine della Stella della Solidarietà Italiana）（意大利，2005年5月30日公布[3]，2007年3月22日于上海颁发[4]）

## 建筑设计作品
- 南浦大桥
- 上海市复兴高级中学
- 上海市格致中学
- 朱屺瞻艺术馆
- 钱君匋艺术馆
- 中国财政博物馆
- 嘉兴市行政中心
- 外滩公共服务中心
- 南京路步行街
- 多伦路文化名人街

## 著作
- 1999年：《上海近代建筑风格》 ISBN 9787560884530
- 2001年：《建筑批评学》ISBN 9787112161799